# Pieboda naturreservat
Pieboda är ett naturreservat  i Jämshögs socken i Olofströms kommun i Blekinge.
Reservatet är 172 hektar stort och skyddat sedan 2015. Det ligger vid sydöstra sidan av sjön Halen och omfattar bokskogar och sumpskogar samt våtmarker, liksom hagmarer.